# Kunimitsu (prénom)
Cette page contient des caractères spéciaux ou non latins. S’ils s’affichent mal (▯, ?, etc.), consultez la page d’aide Unicode.
Pour les articles homonymes, voir Kunimitsu.
Kunimitsu (くにみつ) est un prénom japonais mixte.

## En kanji
Ce prénom s'écrit entre autres sous les formes suivantes :
- 國充 : pays/nation et remplir
- 国満 : pays/nation et satisfait
- 邦充 : posséder du terrain et remplir
- 邦光 : posséder du terrain et lumière
- 邦満 : posséder du terrain et satisfait

## Personnes célèbres
- Rai Kunimitsu est un célèbre forgeron de sabres japonais du XIVe siècle.
- Kunimitsu Takahashi est un coureur motocycliste japonais.

## Dans les œuvres de fiction
- Kunimitsu Tezuka est un personnage du manga Le Prince du tennis ;
- Kunimitsu est un personnage du jeu vidéo Tekken et sa fille Tekken 7.